# Guerres cantabres
Pour les articles homonymes, voir Cantabre.
Conquête romaine de l'Hispanie
Batailles
Deuxième guerre punique — Première Guerre celtibère — Guerre lusitanienne — Guerres cantabres
Les guerres cantabres (29-19 av. J.-C.) se sont déroulées pendant la conquête de la Cantabrie par les Romains. Menées par Auguste et Marcus Vipsanius Agrippa, elles s'achevèrent par la soumission des peuples des Cantabres et des Astures et la conquête complète de l'Hispanie.

## Origines
Les premières apparitions des Cantabres (peuples celtes) sur la scène historique eurent lieu dans le contexte de guerres ibériques antérieures, auxquelles ils participèrent en tant que mercenaires dans différents camps. C'est pourquoi, dans les années précédant les guerres en Cantabrie et dans les Asturies, les romains purent se familiariser avec les méthodes de combat des peuples d'Hispanie du Nord. Nous avons des preuves, par exemple, que des Cantabres se battaient aux côtés d'Hannibal pendant la deuxième guerre punique. Nous savons également qu'ils se battirent aux côtés des Vaccéens en 151 av. J.-C. et qu'ils aidèrent à briser le siège de Numance. Il y eut aussi probablement des Cantabres dans l'armée de Sertorius. D'après le témoignage de Jules César, des Cantabres participèrent à la bataille de Lérida en 49 av. J.-C..
La réputation des Cantabres se répandit dans tout l'Empire romain. Les troupes romaines perdirent même un de leurs étendards contre eux, ce qui paraissait inexplicable et humiliant à cette époque. De tels désastres justifièrent les guerres qui furent menées pour punir les incursions cantabres dans le plateau de la Meseta, contrôlé par les Romains. Ces derniers convoitaient également probablement l'or des Asturies et le fer de la Cantabrie. Finalement l'empereur Auguste en personne vint en Hispanie établir sa base à Segisama (Burgos).

## Armées et stratégies

Les peuples de Cantabrie à l’époque des guerres.

D'après l'historien romain Dion Cassius, la tactique des Cantabres et des Astures était la guérilla, évitant les affrontements directs avec les Romains à cause de leur infériorité numérique. Leur meilleure connaissance du terrain difficile et montagneux leur permettait de mener des attaques surprises avec des armes de jet, des embuscades suivies aussitôt de leur fuite, causant de grands dégâts à l'armée romaine et ses moyens de ravitaillement.
D'après ce qu'il reste de stèles et des pièces, les Cantabres étaient efficaces avec des armes légères. Cela explique ce que Lucain voulait dire lorsqu'il disait : Cantaber exiguis et longis Teutonus armis (les Cantabres avec les armes courtes et les Teutons avec les longues). Ils étaient équipés d'épées courtes, de dagues, de lances courtes ou de javelots, de boucliers en bois, ronds ou ovales et d'armures de cuir.
Ils utilisaient également une arme ressemblant à une falcata, et le bipinnis, une hache à double tranchant propre aux peuples du nord de l'Espagne. Il n'y a pas de preuves qu'ils aient utilisé l'arc ou la fronde, cependant il est très probable qu'ils connaissaient et utilisaient ces armes.
Les Cantabres étaient également capables de monter à cheval[style à revoir], et certaines de leurs tactiques de cavalerie furent empruntées par l'armée romaine, tel que le circulus cantabricus qui est une formation de cavalerie en demi-cercle, ainsi que le cantabricus impetus, une puissante attaque frontale contre les lignes ennemies dans le but de les franchir. Ces exemples furent décrits par Arrien.
La valeur des Cantabres était telle qu'elle obligea l'empereur Auguste à déployer un grand nombre de légions :
- Legio I Germanica
- Legio II Augusta
- Legio IV Macedonica
- Legio V Alaudae (dans les Asturies)
- Legio VI Victrix (dans les Asturies)
- Legio IX Hispana
- Legio X Gemina (dans les Asturies)
- Legio XX Valeria Victrix

auxquelles il ajouta diverses troupes auxiliaires :
- Ala II Gallorum,
- Cohors II Gallorum,
- Ala II Thracum Victrix Civium Romanorum,
- Cohors IV Thracum Aequitata,
- Ala Parthorum
- Ala Augusta

La flotte romaine participa également au conflit, arrivant sur les côtes de la Cantabrique après avoir été envoyée de la Gaule aquitaine. Sa présence fut déterminante puisqu'elle acheva l'encerclement de la Cantabrie commencé par les forces terrestres. On a calculé que les Romains ont déployé au total 70 000 hommes mais ce nombre varie selon les auteurs, dû au fait qu'ils utilisaient une base de 5 000 hommes par légion[réf. nécessaire]. En réalité, il devait y avoir plus de 80 000 hommes en comptant les troupes auxiliaires car après les réformes de Caius Marius, une légion comportait plus de 6 000 hommes. Cependant, à l'époque d'Auguste, bien qu'une légion fût officiellement composée de 6 200 hommes, ce nombre variait en fait entre 5 000 et 8 000 hommes pour diverses raisons.

## Bellum Asturicum - Les campagnes militaires

### De 29 à 27 av. J.-C.
Lors de la première année de conflit, le proconsul Titus Statilius Taurus combat simultanément les Cantabres, les Vaccéens et les Astures. La région de l'actuelle Navarre est conquise définitivement pour améliorer le transit à travers les Pyrénées, et à la fin des opérations de 29 av. J.-C. sont fondées les villes de Calagurris, Osca et Turias dans l'actuel Pays basque. L'armée déployée alors ne compte pas plus de deux à trois légions.
En 28 av. J.-C., le nouveau gouverneur Calvisius Sabinus combat à nouveau les Cantabres et les Astures, de même que l'année suivante sous le commandement de Sextus Appuleius (consul en 29 av. J.-C.). C'est aussi en 27 av. J.-C. que la province d'Hispanie ultérieure est divisée et la province de Bétique confiée au Sénat, tandis que le nombre de légions présentes sur le terrain est augmenté et passe à quatre.

### De 26 à 25 av. J.-C.

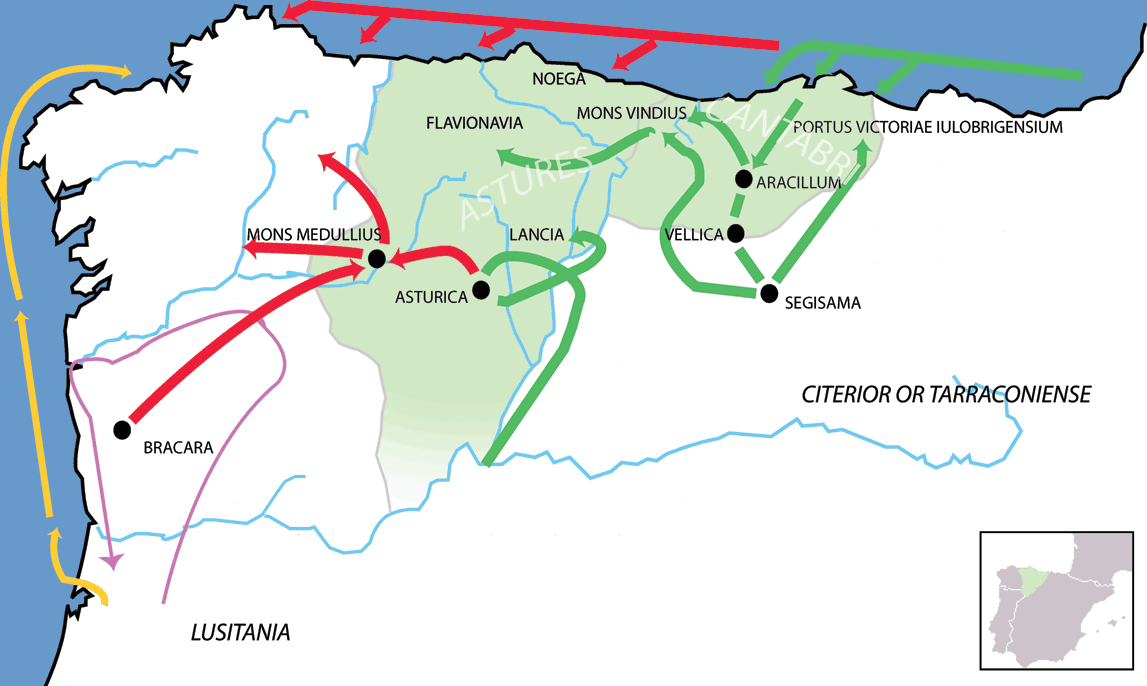
Campagnes romaines contre les Cantabres et les Astures
Campagne de Decimus Junius Brutus Callaicus (-139 à -137)
Expédition de César en -61
Campagne de -26
Campagne de -25

L'historien antique Florus, dans son Abrégé de l'histoire romaine, décrit en ces termes la situation à ce stade du conflit :

« À l’Occident, presque toute l’Espagne était pacifiée; il ne restait à soumettre que la partie qui touche aux extrémités des Pyrénées et que baigne l’océan Citérieur. Là, deux puissantes nations, les Cantabres et les Astures, vivaient indépendantes de notre empire. Les Cantabres furent les plus dangereux, les plus fiers, les plus obstinés dans leur rébellion. Non contents de défendre leur liberté, ils tentaient encore d’asservir leurs voisins, et fatiguaient de leurs fréquentes incursions les Vaccéens, les Curgioniens et les Autrigones. À la nouvelle de ces mouvements et de ces violences, César, sans confier à d’autres cette expédition, l’entreprend lui-même. Il se rend à Ségisama, et y établit son camp. »

— Florus, Abrégé de l’histoire romaine, IV, 12.
Auguste entame son huitième consulat à Tarragone, après avoir planifié dans les moindres détails les opérations pour l'année 26 av. J.-C.. Mener à bien ce plan requiert l'action combinée des armées de Tarraconaise et de Lusitanie : il s'agit d'attaquer la Cantabrie en trois colonnes. Le quartier général est installé à Segisama. Auguste, à la tête des légions I et II Augusta, occupe d'abord Vellica, puis vainc les Cantabres près de Bergida, les contraignant à se réfugier au sommet du mont Vindius. Ce mont Vindius ou Vinnius se situait à la frontière des territoires des Cantabres et des Astures, et est à identifier comme un des sommets les plus élevés de la cordillère Cantabrique, probablement dans le massif des Pics d'Europe. Ainsi est ouverte la route du col conduisant à Iuliobriga (près de Reinosa), jusqu'à la côte de Santander. Entretemps, Titus Publius Carisius (it), à la tête des légions V Alaudae et X Gemina, a rejoint, probablement depuis le nord, l'armée menée par l'empereur. À présent, les deux armées peuvent affronter réunies, et battre à nouveau, les Cantabres, encerclés et décimés à proximité du mont Vindius.
En conclusion de cette année de campagne, Auguste conquiert Aracillum, qui résiste depuis des mois. Pris d'une grave maladie, il décide alors de se retirer à Tarragone et confie la conduite des opérations à ses lieutenants Gaius Antistius Vetus et Titus Publius Carisius.
L'année suivante (25 av. J.-C.), les trois légats Furnius, Carisius et Antistius tournent leur attention vers les Asturies et la Galice.
Il semble que Carisius mène son armée depuis le sud-ouest vers Lancia, la capitale des Astures, qu'il occupe. Au printemps, ses trois légions (V Alaudae, VI Victrix et X Gemina) sont en place près de la rivière Astura, avec des troupes de la Tarraconensis. D'après Florus dans son Abrégé de l'histoire romaine, les armées des Astures Transmontani descendues au cours du printemps, probablement sous le commandement de Gausón, des montagnes environnantes encore enneigées installent leurs campements près de la rivière, et divisent leurs forces en trois colonnes prêtes à prendre d'assaut les trois camps d'hiver romains. Mais le peuple des brigaecini (Astures Cismontani) de la région de Benavente trahit leurs plans et en informe Carisius. Celui-ci peut alors les prendre de vitesse en lançant une attaque surprise, les forçant à se réfugier dans la ville fortifiée de Lancia, le plus important fort des astures Cismontani, d'après Florus. La place-forte est rapidement assiégée et investie par l'armée romaine, et les armées Astures se réfugièrent au Mons Medullius.
- Pendant ce temps son collègue Gaius Antistius Vetus, à la tête de l'armée d'Hispanie Citérieure (I Augusta et II Augusta), marche vers l'ouest, passe León et Astorga, traverse les Montañas de León et atteint la vallée du Bierzo ainsi que le cours supérieur de la rivière Sil.
- Enfin, deux des lieutenants d'Auguste, Antistius et Furnius joignent leurs armées et parviennent à l'emporter près du Mons Medullius (parfois identifié à Las Médulas)[13]. Les légions romaines assiègent la montagne, construisant une douve et un fossé de 24 kilomètres de long.

« Assiégés sur le mont Edule que les Romains avaient entouré d’une tranchée de quinze milles de circuit, et dont ils pressaient l’attaque de tous côtés, les Barbares, se voyant réduits aux dernières extrémités, avancent leur mort, au milieu d’un repas, par le feu, par le fer et par un poison qu’ils expriment communément de l’if.. »

— Florus, Abrégé de l'histoire romaine, II, 33, 50.
D'après Orosius, les soldats astures se suicidèrent avec leurs propres armes ou des baies d'if plutôt que de se rendre.
À la suite de ces évènements, Auguste donne aux brigaecini, le camp d'Augusta Asturica en récompense de leur aide, et partage la plaine entre ses alliés. Il reçoit un nouveau triomphe et Carisius fonde probablement la colonie d'Emerita Augusta.

### Campagne finale de 20 - 19 av. J.-C.
Il est possible que Marcus Vipsanius Agrippa soit venu en Hispanie en 20 av. J.-C. pour achever la soumission des Astures et des Cantabres. La guerre est terminée définitivement en 19 av. J.-C., avec la déroute des Cantabres près de Iuliobriga. Les tribus des montagnes sont contraintes à descendre vivre dans les vallées, abandonnant leurs places-fortes. De nouveaux centres urbains surgissent dans le Nord-ouest de la péninsule, tels Bracaraugusta, Lucus Asturum, Asturica Augusta et les vétérans de ces campagnes sont installés à Augusta Emerita et Caesaraugusta.
Au terme des opérations et avec la pacification définitive, la présence légionnaire permanente en Hispanie est réduite en 16 av. J.-C. à deux légions, toutes dans le Nord-ouest. Les autres légions sont relocalisées en Gaule, à Aquilée pour prendre part aux campagnes de Rhétie-Norique, en Germanie et en Dalmatie. Cela signifie que malgré les massacres, la résistance ibérique fut telle que les Romains durent maintenir dans la région deux légions pendant encore 70 ans : la X Gemina et la IV Macedonica.
En tout, le conflit aura duré plus de dix ans (à titre de comparaison, l'armée romaine conquit toute la province de Gallaecia en moins de sept ans), et restera le seul affrontement contre des tribus barbares dirigé par Auguste en personne, à l'exception de sa campagne contre les Illyriens de 35 à 33 av. J.-C.

## Fin du conflit

Lábaro cántabro. Étendard utilisé par les forces cantabres pour envoyer des ordres ou des signaux aux troupes pendant la bataille et que les Romains adoptèrent plus tard.

Contrairement à ce qui avait pu se passer lors de conflits similaires, les Romains ne firent pas de prisonniers, ce qui suppose l'élimination de tous les Cantabres en âge de se battre. De plus, il existait une tradition parmi les soldats cantabres qui se suicidaient plutôt que d'être réduits en esclavage. Il le faisaient par l'épée, en s'immolant ou en s'empoisonnant avec des potions préparées dans ce but. D'après Silius Italicus, ils les préparaient avec des graines d'if, un arbre mythique pour les Celtes. Strabon dit qu'ils dédaignaient la mort et la douleur, au point de chanter des hymnes de victoire pendant qu'ils se faisaient crucifier. D'après lui, mourir en guerriers et en hommes libres était pour eux une victoire.
La guerre peut être considérée comme terminée en 19 av. J.-C., bien qu'il y eut d'autres petites rébellions par la suite. Rome, comme elle le faisait dans ses autres territoires, voulut imposer des réformes. Elle n'eut cependant pas beaucoup de succès et se heurta au fort caractère du peuple cantabre. Bien qu'ils se fissent massacrer, leur résistance était telle que les romains durent laisser deux légions (la X Gemina et la IV Macedonica) pendant encore 70 ans. Après la guerre et la soumission des Cantabres par Rome, les légions romaines leur empruntèrent le symbole solaire des croix jumelles et des symboles lunaires (voir dessin). Ils auraient continué à porter ce drapeau 300 ans plus tard. L'armée romaine adopta également les techniques du circulus cantabricus et du cantabricus impetus mentionnées ci-dessus.

## Conséquences
Après dix années de luttes acharnées, Auguste avait atteint le premier de ses objectifs stratégiques en menant à son terme l'occupation des zones internes à l'ouest des Pyrénées. À ce succès succédèrent ceux obtenus contre les peuples alpins qui affrontèrent les légions romaines lors de la décennie suivante (jusqu'en 7 av. J.-C.).
Rome pouvait à présent envisager d'étendre sa domination en Europe jusqu'aux deux grands fleuves Danube (avec l'occupation de l'aire Illyro-Balkanique) et Elbe (avec la soumission et la création de la province de Germanie).

### Filmographie
- Los cántabros, film espagnol réalisé en 1980 par Paul Naschy.